# 이춘복
이춘복(1974년 11월 4일 ~ )은 대한민국의 개그맨이다.

## 출연 작품
- 웃찾사 (2005~2010)
- 코미디빅리그 (2012)